# Златко Шкорић
Златко Шкорић (Загреб, 27. јул 1941 — Загреб, 23. мај 2019) био је југословенски и хрватски фудбалски голман и фудбалски тренер.

## Каријера
Каријеру је започео у НК Елекрострој у Загребу, а од 1960. до 1969. године бранио је мрежу Динамо Загреба на 150 службених, укупно 325 утакмица. Са Динамом Загреб освојио је Куп сајамских градова и два пута Куп Југославије, 1963 и 1965. године.
Од 1969. године бранио је на голу француског клуба Авигнон, а након тога од 1969. до 1971. године за Олимпија Љубљану. Године 1971. бранио је за немачке клубове Штутгарт и Бајерн Минхен. У периоду од 1973. до 1975. године бранио је по други пут за Авигнон, а каријеру завршио у НК Загреб, 1976. године.
Одиграо је три утакмице за омладинску селекцију (1958 и 1959), три за младу репрезентацију (1959, 1963) и осам пута за први тим репрезентације Југославије. За прву репрезентацију Југославије дебитовао је 1. априла 1964. године у сусрету против репрезентације Бугарске у Нишу а последњу утакмицу за Југославију одиграо је 8. маја 1960. године против селекције Мађарске у Загребу. За репрезентацију Југославије учествовао је на Летњим олимпијским играма 1964. године.
Након завршетка каријере, завршио је Вишу тренерску школу у Загребу, тренирао БСК из Славонског Брода и репрезентацију Анголе. Од 1984. године био је тренер голмана у Динамо Загребу и фудбалској школи Хитрец—Кациан.